# Hilton Worldwide

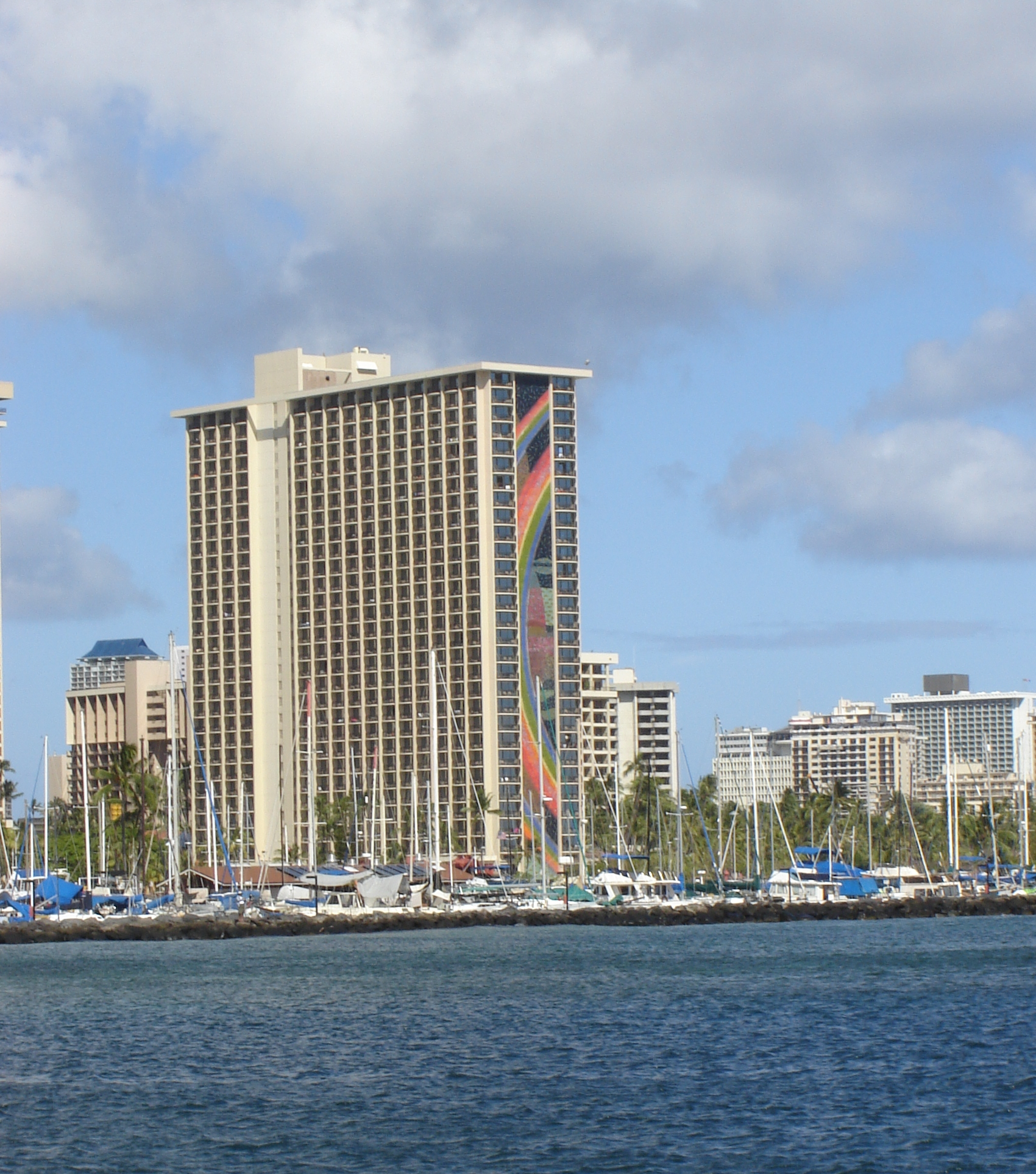
Hilton Hawaiian Village in Waikiki

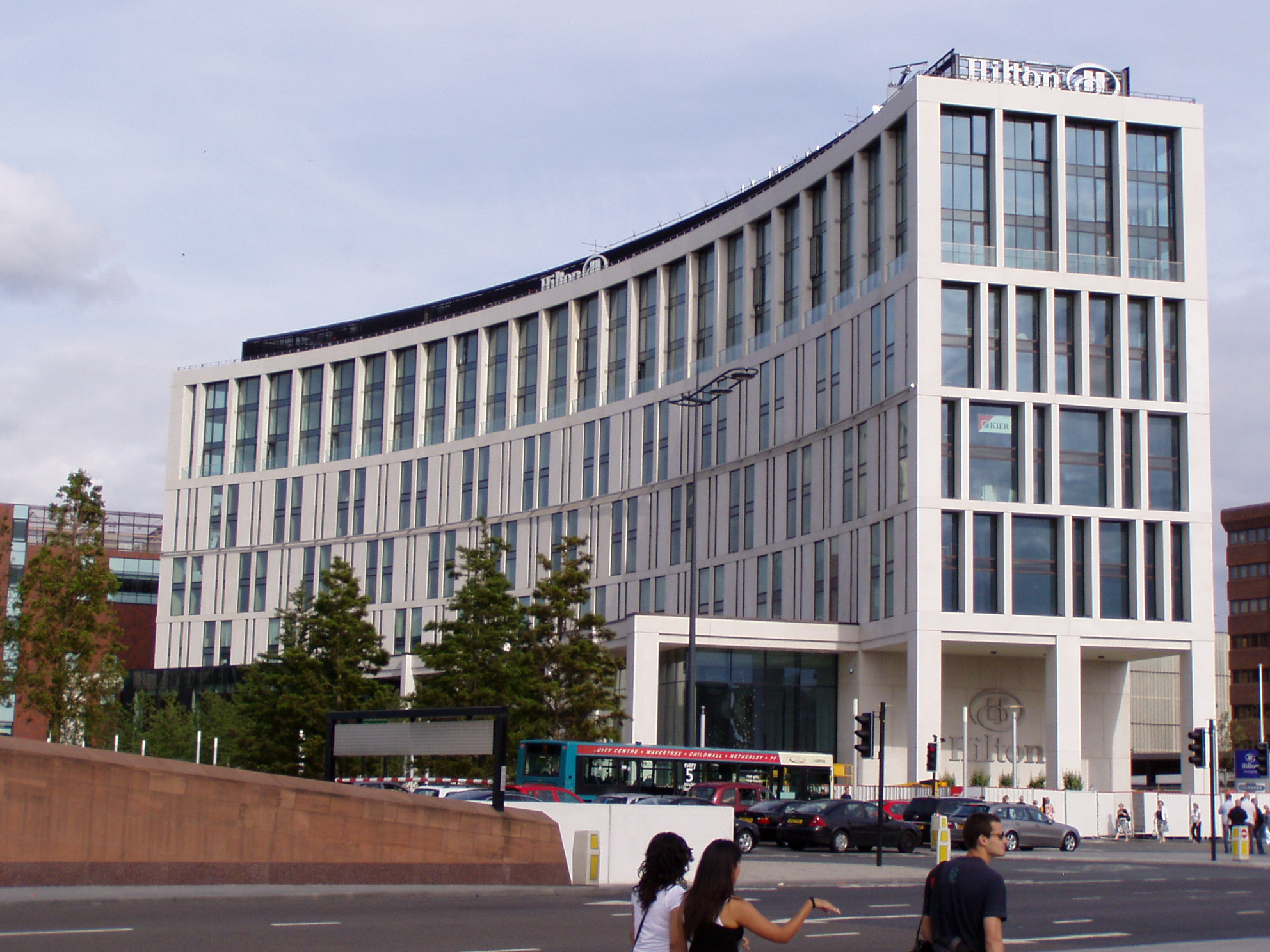
Hilton in Liverpool

Hilton Worldwide Holdings (früher Hilton Hotels Corporation) ist ein US-amerikanisches Unternehmen mit Sitz in Tysons Corner, nahe Washington, D.C. Sie ist eine der größten Hotelketten weltweit.

## Geschichte
Die Hotelkette wurde 1919 von Conrad Hilton in Cisco (Texas) gegründet und seitdem zu einer führenden Hotelmarke entwickelt. In der ersten Hälfte des Jahrhunderts beschränkte sich das Wachstum noch auf die USA.
Die weltweite Expansion begann mit der Eröffnung des Caribe Hilton in Puerto Rico 1949. Das erste Standbein in Europa wurde 1955 eröffnet (Istanbul), drei Jahre später folgte der erste deutsche Vertreter in Berlin. Hilton war das erste Haus, das den Gästen Annehmlichkeiten wie Fernseher und Telefon mit Direktwahl bot.
1949 wurden Hilton Hotels Corporation und Hilton International gegründet, um zwischen den Hotels in den USA und denen außerhalb zu unterscheiden. Die internationalen Markenrechte wurden Ende der 1960er Jahre an die britische Firma „The Hilton Group plc.“ verkauft.  Nachdem Hilton International mehrfach den Besitzer wechselte, übernahm 1987 die britische Firma Ladbroke Group PLC das Unternehmen.
Im Jahr 1997 vereinbarten beide Hilton-Konzerne eine Zusammenarbeit auf Marketingebene, um für die Kunden ein einheitliches Auftreten zu gewährleisten. Außerdem erfolgte eine Zusammenarbeit im Sales- und Marketingbereich einschließlich Benutzung eines gemeinsamen Logos. Im Februar 2006 ging Hilton International für 5,3 Mrd. Dollar zum Mutterkonzern über und verschmolz mit ihm.
Die 131 Hotels der eigenen Marke Scandic wurden im Frühjahr 2007 für rund 833 Millionen Euro an die skandinavische Investmentfirma EQT verkauft.
Im Juli 2007 kaufte die Blackstone Group die Hilton-Kette für 26 Mrd. US-$ (19 Mrd. Euro). Kurze Zeit später begann die Finanzkrise ab 2007. Blackstone investierte 800 Millionen US-$ und spaltete das Immobiliengeschäft ab.
Im September 2013 wurde bekannt, dass die Blackstone Group die Hilton-Hotels wieder an die Börse bringen möchte. Am 11. Dezember 2013 startete der Handel mit der Aktie bei 20 US-Dollar unter der Abkürzung HLT und der ISIN US43300A1043. Ende 2016 besaß Blackstone noch 40,3 % Hilton Worldwide, wobei für 25 % ein Kaufvertrag mit dem chinesischen Unternehmen HNA Group vereinbart war.
Am 3. Januar 2017 war die Vereinigung der Spin-offs von Park Hotels & Resorts Inc. und Hilton Grand Vacations Inc. vollzogen. Nach den Spin-offs wurde die Anzahl der Aktien von 30 Milliarden auf 10 Milliarden reduziert.

## Standorte

### Überblick
Hilton Worldwide ist in 118 Ländern präsent. Die Hilton Worldwide Corporation (NYSE:HLT) führt mit Stand Dezember 2016 nach eigenen Angaben 4.922 Hotels mit insgesamt 804.097 Zimmern unter ihrem Management. Damit ist die Hotelgruppe hinsichtlich der Anzahl der Zimmer weltweit auf Platz zwei der Kettenhotellerie, hinter Marriott und vor InterContinental.
In den USA befinden sich 2.300 Hotels im Besitz sowie unter dem Management von Hilton Worldwide oder laufen als Franchise-Unternehmen. Außerhalb der USA betreibt das Unternehmen 262 Hotels der Marke Hilton. Zudem sind etwa 700 weitere Hotels in der Planung, sodass das Unternehmen als die am schnellsten wachsende Hotelkette weltweit gilt.
Bekannte Häuser sind Hilton Hawaiian Village, Waldorf Astoria in New York City, The Drake und The Palmer House Hilton in Chicago, Langham Hilton und London Hilton Park Lane, Cavalieri Hilton in Rom, Ramses Hilton in Kairo. Das Nile Hilton, eines der bekanntesten Hotels in Ägypten, wechselte im Jahr 2009 aufgrund von Streitigkeiten zwischen der Besitzer- und der Betreibergesellschaft zur Ritz-Carlton-Gruppe, unter der es Ende 2011 nach umfassender Renovierung wieder eröffnet wurde.

### Deutschsprachiger Raum

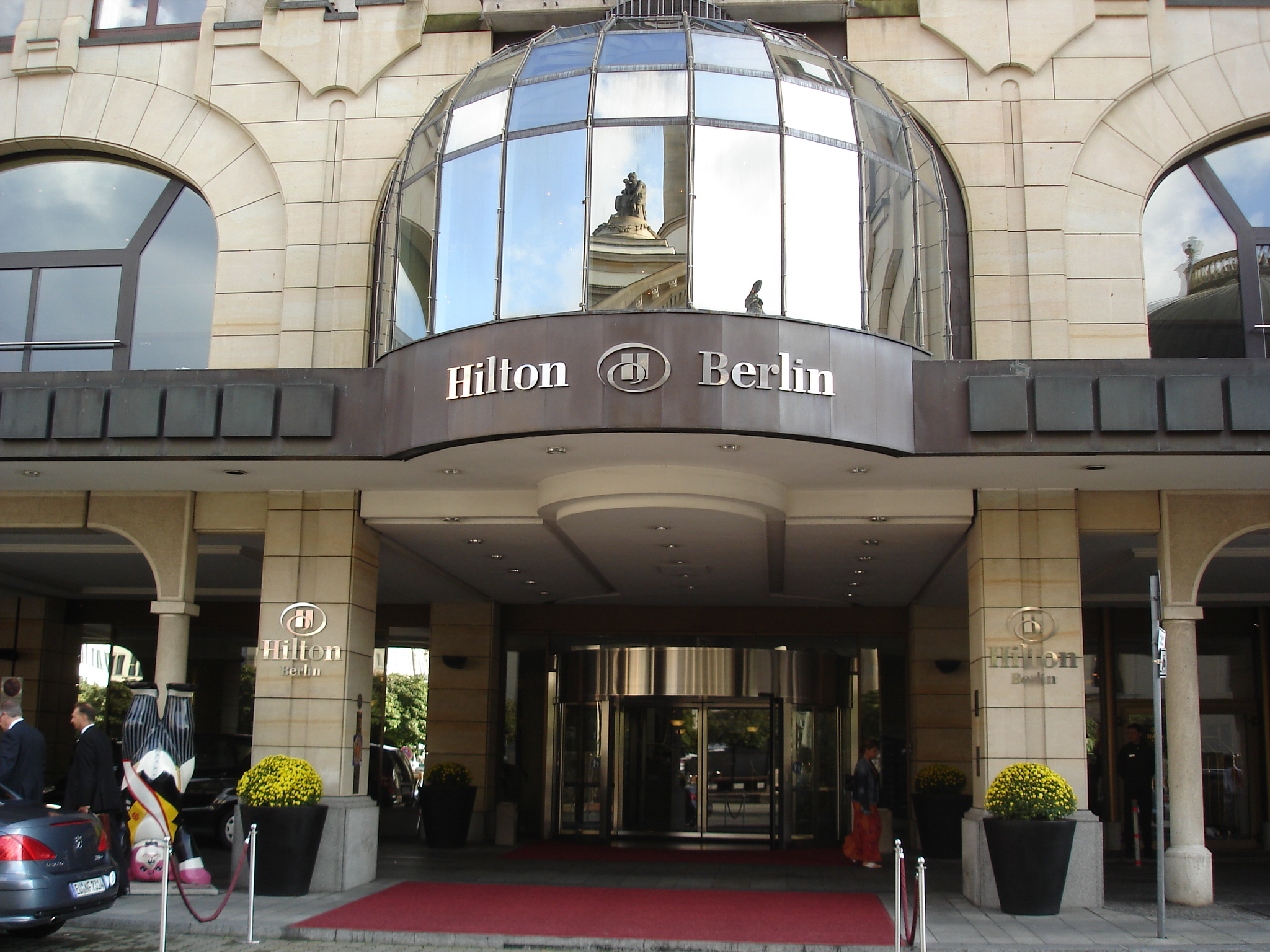
Eingang vom Hilton in Berlin-Mitte, Mohrenstraße

Das erste in Deutschland eröffnete Hilton Hotel war das 1958 eröffnete Berlin Hilton in West-Berlin, das seit 1978 zur InterContinental Hotels Group gehört. Von 1971 bis 1978 war der Deutsche Helmut Hoermann General Manager der Hilton International Company und betrieb gezielt die Expansion in die Bundesrepublik Deutschland.
1991 übernahm der Hilton-Konzern das von Interhotel im November 1990 am Gendarmenmarkt eröffnete Domhotel.

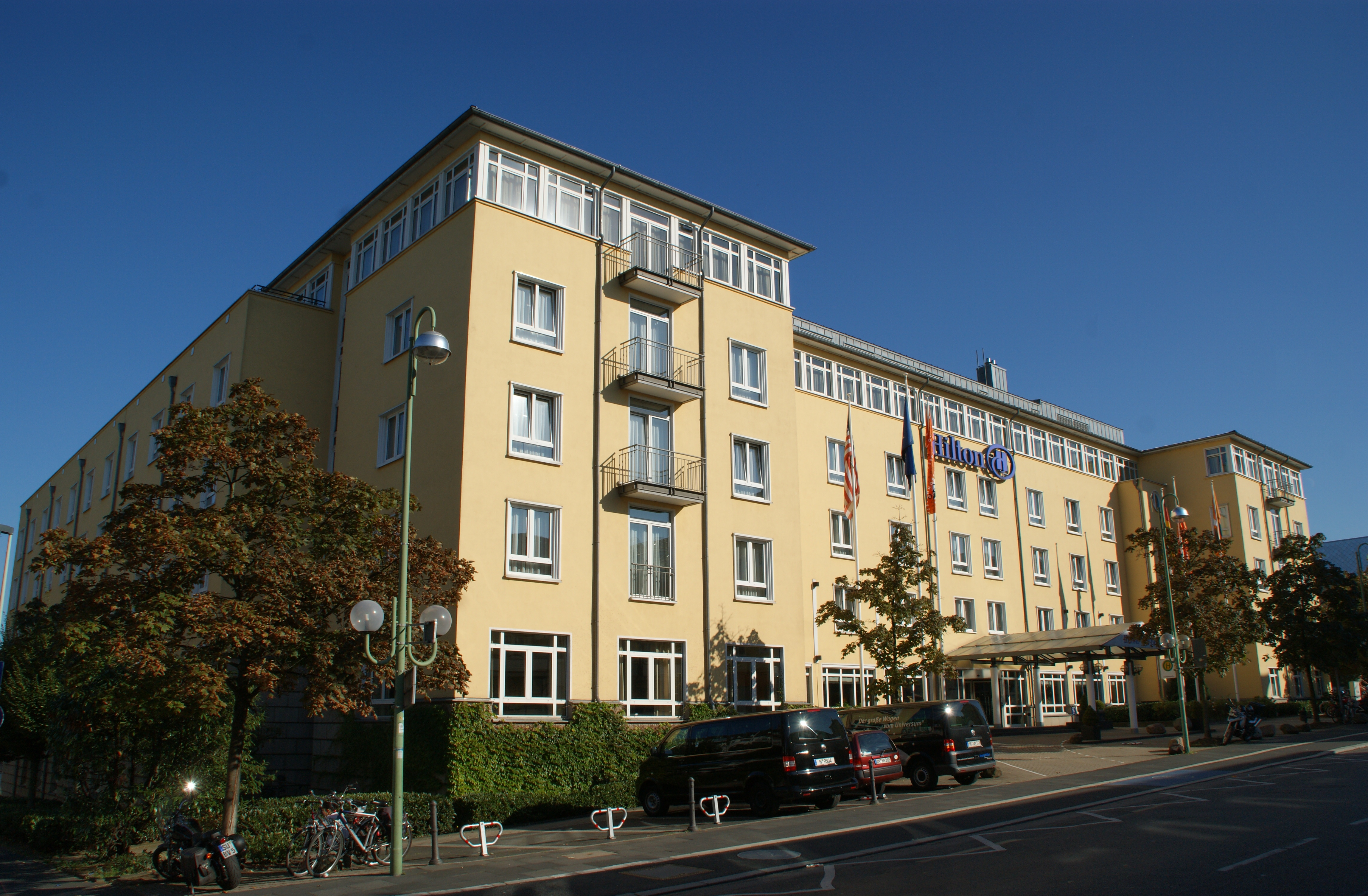
Ehemaliges Hilton in Bonn

Derzeit (Stand von 2018) ist der Konzern in Deutschland neben dem Hilton Berlin in der Mohrenstraße 30 in Bonn, Düsseldorf, Dresden, Köln, Nürnberg sowie mit je zwei Häusern in Frankfurt am Main und Mainz vertreten. Nach der 2015 erfolgten Übernahme des ehemals von Kempinski geführten Hauses am Flughafen München (seither Hilton Munich Airport) gibt es in München drei Hotels der Marke Hilton. Darüber hinaus verfügt die Kette über je ein Hilton Garden Inn in Stuttgart und Frankfurt am Main und je ein Hampton in Aachen (Alter Tivoli), Berlin und Hamburg. Anfang 2013 eröffnete im Hochhaus Zoofenster in Berlin das erste Hotel der Hilton-Luxusmarke Waldorf Astoria in Deutschland.
Im Frühjahr 2022 gab es deutschlandweit 44 Hotels, die Teil des Hilton-Konzerns sind.
Im Herbst 2023 eröffnete das DoubleTree by Hilton Berlin Ku’damm; zuvor war das Haus seit seiner Eröffnung 1981 bis Ende 2021 von Steigenberger betrieben worden. Am 25. Dezember 2023 eröffnete  das Hilton Heidelberg; dieses Haus wurde zuvor als Crowne Plaza betrieben.
Zum Oktober 2024 übernahm Hilton den Betrieb des ehemaligen Kempinski-Hotels in Gravenbruch bei Frankfurt/Main.
Im Februar 2025 eröffnete das erste spark by Hilton Deutschlands in Sindelfingen; dieses Haus war zuvor als NH-Hotel betrieben worden.
Im September 2025 soll ein Haus der Marke Conrad in Hamburg eröffnet werden.
Das erste Hilton in Österreich wurde 1975 in Wien eröffnet; derzeit existieren in Österreich drei Hilton in Wien, ein Hampton by Hilton an der Wiener Messe, ein Doubletree by Hilton Schönbrunn und je ein Garden Inn in Wiener Neustadt und Innsbruck.
Im Jahr 2025 wurde das Hotel Astoria Vienna nach umfassender Renovierung als Haus der Marke Curio Collection neu eröffnet.
In der Schweiz existiert ein Hilton am Flughafen Zürich und in Zürich Limmattal; in Genf gab es von 1980 bis um das Jahr 2010 das Noga-Hilton (danach bis 2019 Grand Hotel Kempinski Geneva, seit 2020 Fairmont Grand Hotel); inzwischen gibt es das Hilton Geneva Hotel and Conference Centre in der Nähe des Flughafens. In Davos befindet sich ein Garden Inn.
Am 1. März 2008 übernahm Olivier Harnisch die Position des Vice President International Operations Hilton Hotels – Germany & Switzerland von seinem Vorgänger Ola Ivarsson. In dieser Position ist er für die Hotels in Deutschland und zwei Hotels in der deutschsprachigen Schweiz verantwortlich. Seit 2011 ist Olivier Harnisch als Area Vice President Northern and Central Europe zusätzlich für Österreich und Skandinavien zuständig. Sein Verantwortungsbereich umfasst nun 28 Hotels und vier Marken.

## Marken

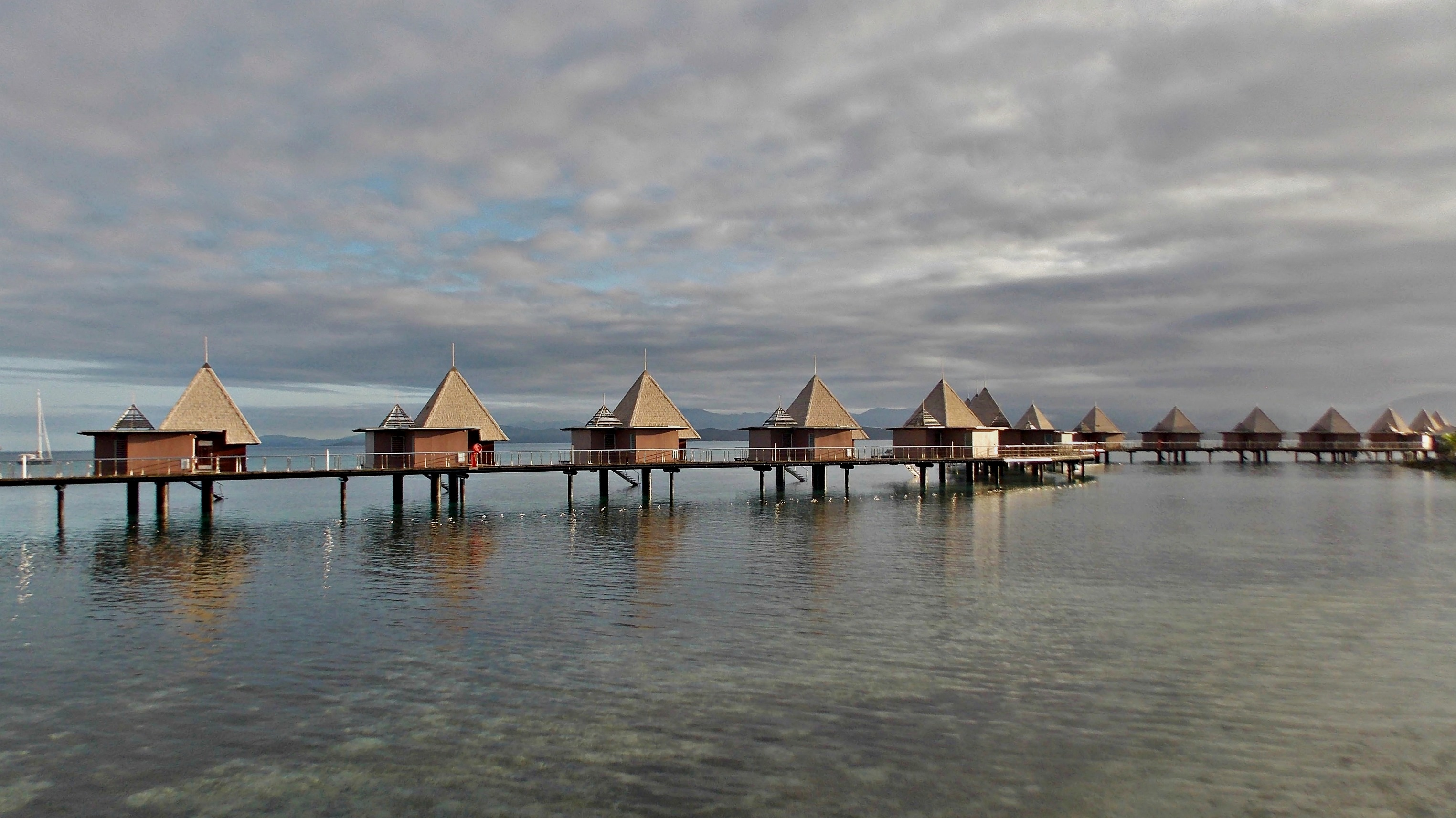
Double Tree by Hilton Noumea Resort auf Îlot Maître in Neukaledonien

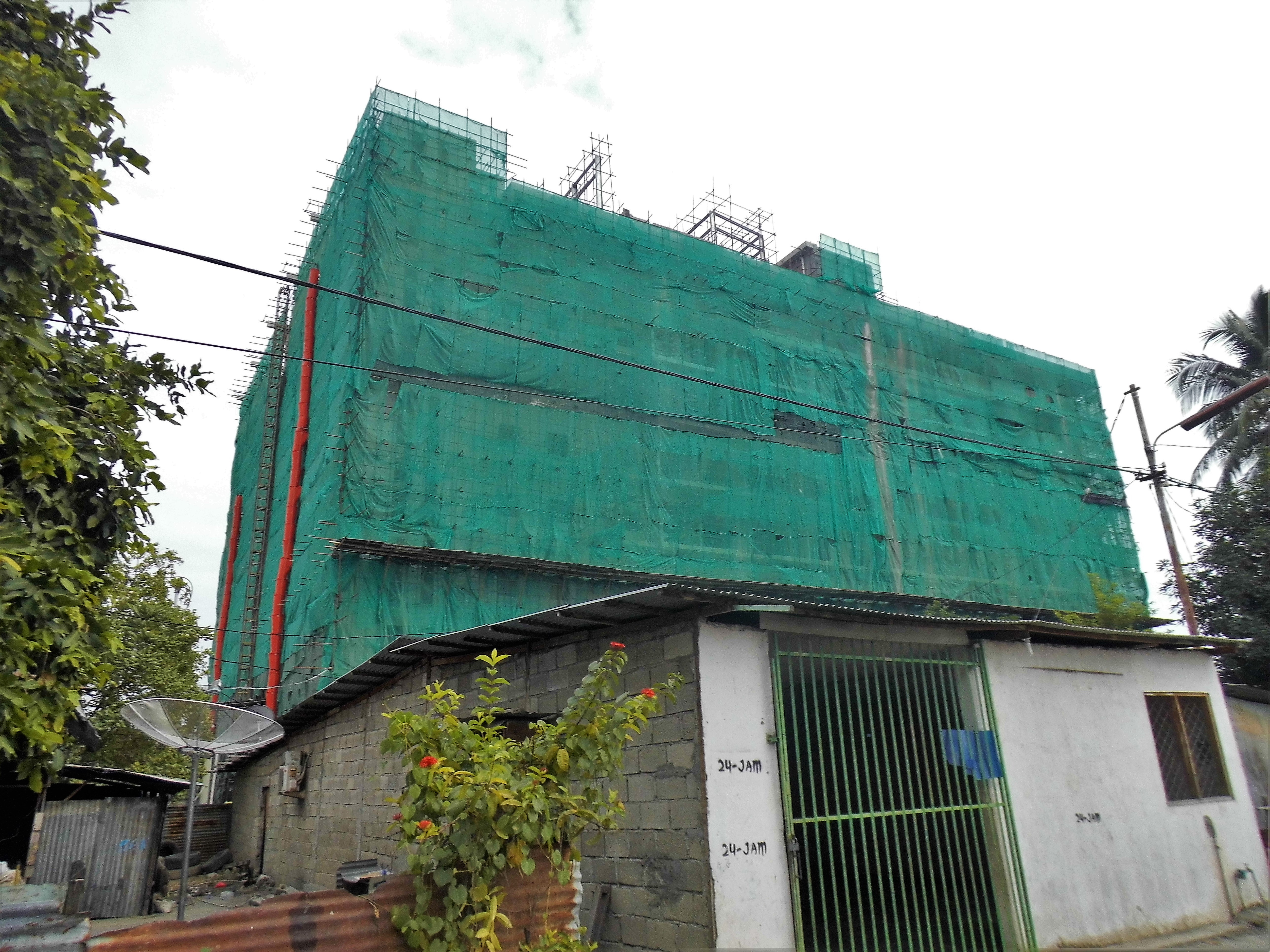
Das Hilton Palm Spring Estate in Dili (Osttimor) in Bau (2018)

Mit Stand Juni 2024 werden 20 Marken von Hilton Worldwide geführt, under anderem:
- Waldorf Astoria Hotels & Resorts, 34 Luxushotels und Resorts
- Conrad Hotels & Resorts, 29 Luxushotels und Resorts
- Canopy by Hilton, 40 Hotels
- Hilton Hotels & Resorts, 570 Hotels und Resorts in 85 Staaten
- Curio - A Collection by Hilton, 110 Hotels in Planung
- DoubleTree by Hilton, 494 Hotels und Resorts
- Tapestry Collection by Hilton, 7 Hotels in Planung
- Embassy Suites by Hilton, 232 Hotels
- Hilton Garden Inn, 717 Hotels
- Hampton by Hilton, 2200 Hotels
- Tru by Hilton, 383 Hotels in Planung
- Homewood Suites by Hilton, 418 Apartment-Hotels
- Home2 Suites by Hilton, 57 Hotels und 476 in Planung
- Hilton Grand Vacations, 47 Hotels
- Graduate Hotels, 35 Hotels[23]
- spark by Hilton, 154 Hotels[24]